# Głuptak niebieskonogi
Głuptak niebieskonogi, gap niebieskonogi (Sula nebouxii) – gatunek dużego ptaka morskiego z rodziny głuptaków (Sulidae), zamieszkujący zachodnie wybrzeże i przybrzeżne wyspy Meksyku, Ameryki Centralnej i Południowej oraz wyspy Galapagos. Nie jest zagrożony.

## Systematyka
Gatunek ten po raz pierwszy zgodnie z zasadami nazewnictwa binominalnego opisał w 1882 roku Alphonse Milne-Edwards. Autor nadał mu nazwę Sula nebouxii, która obowiązuje do tej pory. Jako miejsce typowe wskazał amerykańskie wybrzeże Pacyfiku; holotyp prawdopodobnie pozyskano w Chile.

### Etymologia
- Sula: norweska nazwa Sula dla głuptaków, od staronordyjskiego Súla[7].
- nebouxii: Adolphe Simon Neboux (1806–1885), francuski chirurg służący w marynarce francuskiej, odkrywca i przyrodnik[8]; w 1839 roku przywiózł holotyp tego gatunku z wyprawy okrętem „Vénus”[5].

### Podgatunki
Międzynarodowy Komitet Ornitologiczny (IOC) wyróżnia dwa podgatunki S. nebouxii:
- S. n. nebouxii Milne-Edwards, 1882
- S. n. excisa Todd, 1948

## Charakterystyka

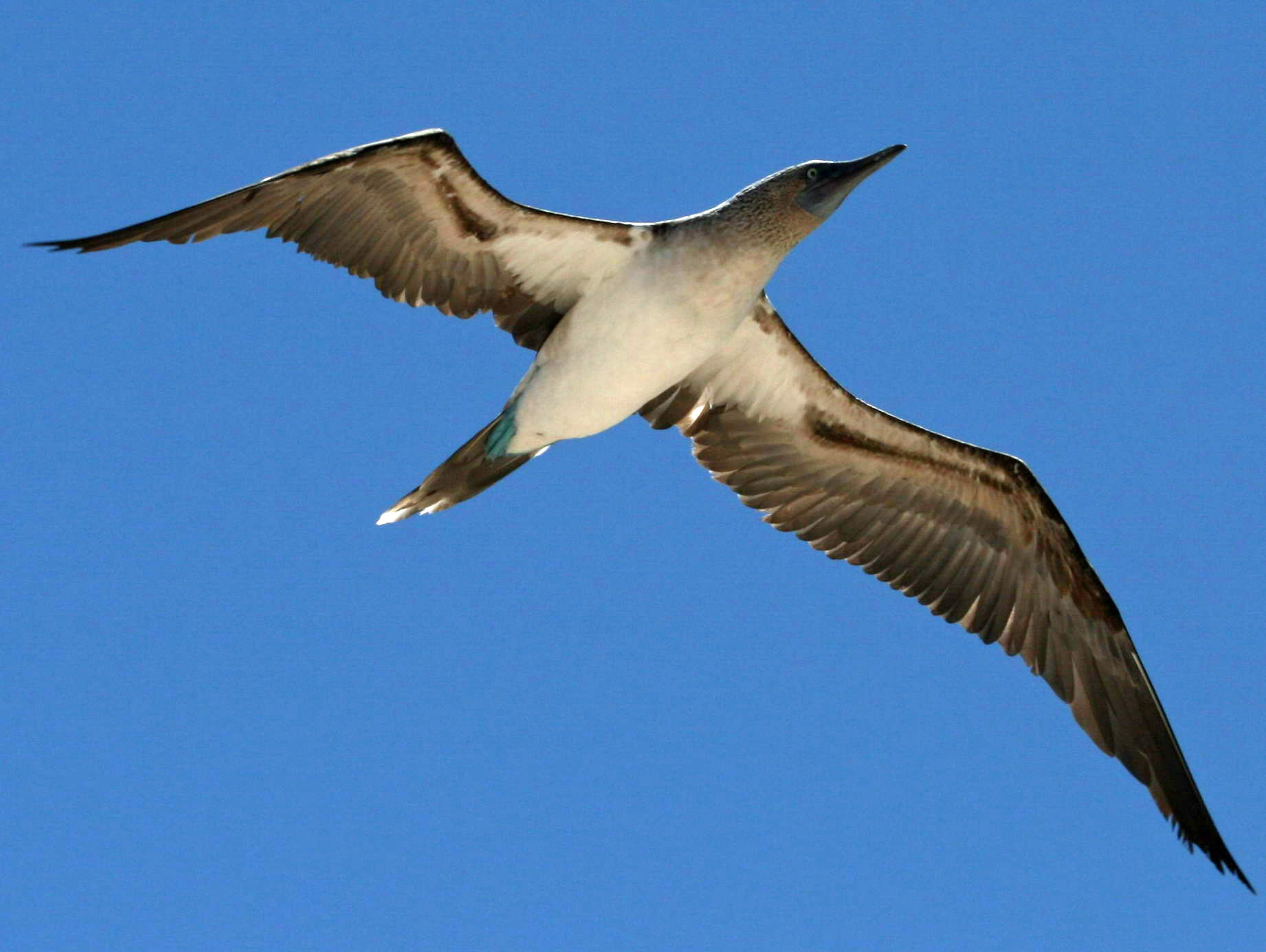
Głuptak niebieskonogi w locie

Wygląd zewnętrznySamice nieco większe od samców. Głowa brązowawa, biało prążkowana, na części twarzowej naga, szaroniebieska skóra. Jasnoniebieskie nogi. Długie, brązowe skrzydła. Pierś i spodnia część ciała oraz środkowe sterówki białe. Dziób niebieskawy, ma ząbkowane krawędzie ułatwiające chwytanie ryb.
Rozmiarydł. ciała ok. 76–84 cm
rozpiętość skrzydeł ok. 152 cm
Masa ciałaok. 1,3–1,8 kg
ZachowanieŻyje samotnie lub w stadach.
Długość życiaW niewoli około 18 lat.

## Występowanie

### Zasięg występowania
Poszczególne podgatunki zamieszkują:
- S. n. nebouxii – wyspy i wybrzeża we wschodniej części Pacyfiku od północno-zachodniego Meksyku do Peru. W razie deficytu pożywienia zapuszcza się do Kalifornii (USA) i północnego Chile[3].
- S. n. excisa – Galapagos.

### Środowisko
Tropikalne i subtropikalne suche wyspy na Pacyfiku.

## Pożywienie
Żywi się rybami, po które nurkuje, czasem z dużej wysokości. Zjada także kałamarnice. Poluje pojedynczo, parami lub w większych grupach – ptaki współpracują wtedy ze sobą przy chwytaniu zdobyczy.

## Lęgi

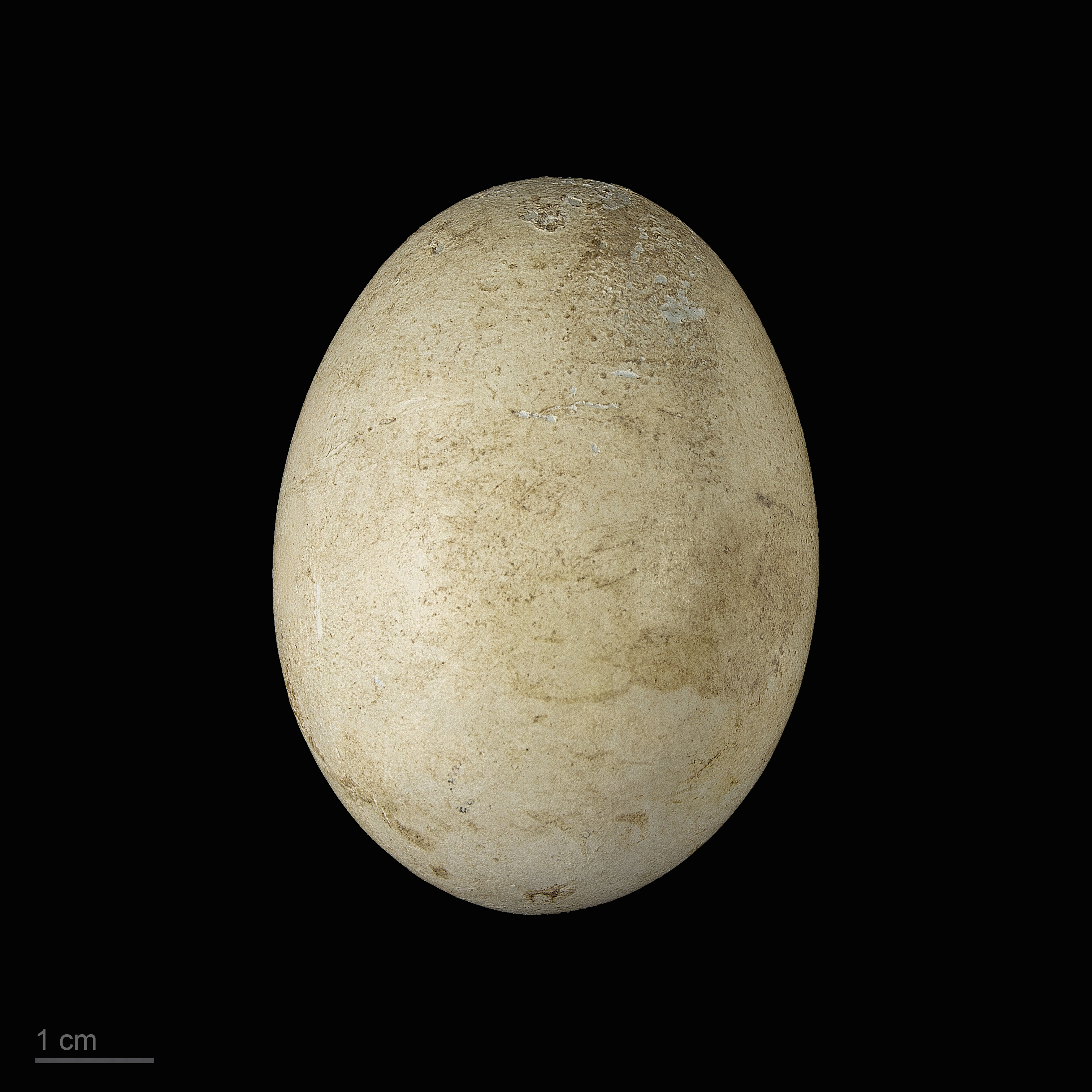
Jajo z kolekcji muzealnej

Zachowania godoweSamiec odbywa loty godowe wokół terytorium oraz tańczy przed samicą prezentując swoje niebieskie nogi. Przynosi samicy materiał na gniazdo.
GniazdoNa ziemi. Gniazduje kolonijnie, ale zachowuje dystans pomiędzy poszczególnymi gniazdami.
JajaSamica składa 2–3 jaja.
WysiadywanieJaja są wysiadywane przez oboje rodziców przez ok. 41 dni. Jako że głuptak niebieskonogi nie posiada plamy lęgowej (fragmentu nagiej skóry na brzuchu), ogrzewa jaja stopami.
PisklętaAż do wieku 1 miesiąca pisklęta nie potrafią kontrolować temperatury swojego ciała, muszą więc być często karmione.

## Status
W Czerwonej księdze gatunków zagrożonych IUCN głuptak niebieskonogi jest klasyfikowany jako gatunek najmniejszej troski (LC – Least Concern). W 2019 roku organizacja Partners in Flight szacowała liczebność populacji na ponad 90 tysięcy dorosłych osobników, a jej trend oceniła jako umiarkowanie spadkowy. Na wyspach Galapagos gatunek jest prawnie chroniony.